# Cupido-Apollo
Il Cupido-Apollo è una statua marmorea di Michelangelo Buonarroti, scolpita verso il 1497 circa e oggi perduta.

## Storia
Ascanio Condivi (1553), Giorgio Vasari (nella sola edizione del 1568) e Benedetto Varchi (1564) scrissero che l'opera, a grandezza naturale, era stata eseguita a Roma per il banchiere Jacopo Galli, protettore di Michelangelo nella città capitolina. Se questi biografi citarono la statua come un Cupido, l'Aldovrandi nel 1556 parlò invece di un Apollo "intero, ignudo, con la faretra e saette a lato; et ha un vaso ai piedi". Probabilmente il soggetto era facilmente confondibile nel caso di un adolescente armato di frecce.
L'opera è anche citata in una lettera di Michelangelo al padre del 1497, in cui si rivela che era stato usato un marmo già comprato per una commissione di Piero de' Medici poi annullata.
L'opera dovette rimanere in casa del Galli, a Roma, forse almeno fino alla vendita del Bacco ai Medici nel 1571-1572, sebbene non vi sia menzione di alcun Cupido nei documenti della transazione. L'opera però è citata nelle collezioni medicee a Firenze dal XVIII secolo, per poi scomparire misteriosamente.

## Descrizione
Alcuni identificano l'opera col David-Apollo, oggi al Bargello (come Valentinier, 1958), che piuttosto fu scolpito per Baccio Valori, altri in un Cupido al Victoria and Albert Museum di Londra dalla collezione fiorentina Gigli, assegnato oggi però a Vincenzo Danti o a Valerio Cioli su un torso romano antico. Parronchi invece separò le menzioni del Cupido da quella dell'Apollo dell'Aldovrandi: la prima statua la indicò in un Amore alato mutilo in collezione privata svizzera, da altri però assegnato a Niccolò Tribolo o alla sua scuola; la seconda ipotizzò che fosse quello che oggi è chiamato Giovane arciere al Metropolitan Museum e che allora si riteneva dispersa dopo un passaggio in asta del 1902.
Charles de Tolnay ipotizzò che l'opera fosse quella ritratta in un disegno del maestro al Cabinet des Dessins del Louvre (n. 688 r).